# كريستينا هارت
كريستينا هارت (بالإنجليزية: Christina Hart)‏ هي منتجة أفلام ومخرجة وممثلة أمريكية، ولدت في 21 يوليو 1949 بلاك هيفن في الولايات المتحدة.

## وصلات خارجية
- كريستينا هارت على موقع IMDb (الإنجليزية)
- كريستينا هارت على موقع ألو سيني (الفرنسية)
- كريستينا هارت على موقع أول موفي (الإنجليزية)
- كريستينا هارت على موقع قاعدة بيانات الأفلام السويدية (السويدية)
- كريستينا هارت على موقع قاعدة بيانات الفيلم (الإنجليزية)
- كريستينا هارت على موقع كينوبويسك (الروسية)